# Campeonato Argentino de Futebol de 1924 (AAF)
O Campeonato Argentino de Futebol de 1924, originalmente denominado Copa Campeonato 1924, foi o quadragésimo primeiro torneio da Primeira Divisão do futebol argentino e o trigésimo segundo organizado pela Asociación Argentina de Football. O certame foi disputado em um único turno de todos contra todos, entre 13 de abril de 1924 e 4 de janeiro de 1925. O Boca Juniors conquistou o seu quarto título de campeão argentino.

## Participantes
| Equipe                | Cidade       |
| --------------------- | ------------ |
| All Boys              | Buenos Aires |
| Alvear                | Buenos Aires |
| Argentino de Banfield | Banfield     |
| Argentino de Quilmes  | Quilmes      |
| Argentinos Juniors    | Buenos Aires |
| Boca Alumni           | Buenos Aires |
| Boca Juniors          | Buenos Aires |
| Del Plata             | Buenos Aires |
| El Porvenir           | Gerli        |
| Huracán               | Buenos Aires |
| Nueva Chicago         | Buenos Aires |
| Palermo               | Buenos Aires |
| Platense (Retiro)     | Buenos Aires |
| Porteño               | Buenos Aires |
| Progresista           | Gerli        |
| San Fernando          | San Fernando |
| Sportivo Barracas     | Buenos Aires |
| Sportivo del Norte    | Buenos Aires |
| Sportivo Dock Sud     | Avellaneda   |
| Sportsman             | Buenos Aires |
| Temperley             | Temperley    |
| Villa Urquiza         | Buenos Aires |

## Classificação final
| Pos | Equipes               | Pts | J  | V  | E  | D  | GM | GS | SG  |
| --- | --------------------- | --- | -- | -- | -- | -- | -- | -- | --- |
| 1.  | Boca Juniors          | 37  | 19 | 18 | 1  | 0  | 67 | 8  | +59 |
| 2.  | Temperley             | 32  | 21 | 13 | 6  | 2  | 35 | 16 | +19 |
| 3.  | Sportivo Dock Sud     | 29  | 21 | 12 | 5  | 4  | 28 | 16 | +12 |
| 3.  | All Boys              | 29  | 20 | 11 | 7  | 2  | 26 | 15 | +9  |
| 5.  | El Porvenir           | 27  | 21 | 11 | 5  | 5  | 32 | 23 | +9  |
| 6.  | Sportivo Barracas     | 25  | 21 | 10 | 5  | 6  | 31 | 25 | +6  |
| 7.  | Huracán               | 24  | 18 | 10 | 4  | 4  | 36 | 11 | +25 |
| 8.  | Nueva Chicago         | 23  | 21 | 8  | 7  | 6  | 27 | 26 | +1  |
| 8.  | Boca Alumni           | 22  | 21 | 8  | 6  | 7  | 23 | 20 | +3  |
| 10. | San Fernando          | 21  | 21 | 7  | 7  | 7  | 27 | 26 | +1  |
| 11. | Argentino de Banfield | 19  | 21 | 8  | 3  | 10 | 33 | 34 | -1  |
| 12. | Argentinos Juniors    | 18  | 21 | 8  | 2  | 11 | 21 | 24 | -3  |
| 12. | Platense (Retiro)     | 18  | 21 | 6  | 6  | 9  | 19 | 24 | -5  |
| 12. | Sportivo del Norte    | 18  | 21 | 7  | 4  | 10 | 18 | 24 | -6  |
| 12. | Palermo               | 18  | 21 | 6  | 6  | 9  | 28 | 38 | -10 |
| 12. | Sportsman             | 18  | 21 | 3  | 12 | 5  | 16 | 23 | -7  |
| 12. | Argentino de Quilmes  | 18  | 21 | 6  | 6  | 9  | 21 | 32 | -11 |
| 18. | Alvear                | 15  | 20 | 5  | 5  | 10 | 15 | 22 | -7  |
| 19. | Porteño               | 14  | 20 | 5  | 4  | 11 | 19 | 37 | -18 |
| 20. | Progresista           | 12  | 20 | 3  | 6  | 11 | 23 | 35 | -12 |
| 20. | Del Plata             | 10  | 21 | 4  | 2  | 15 | 21 | 39 | -18 |
| 22. | Villa Urquiza         | 5   | 21 | 2  | 1  | 18 | 9  | 57 | -48 |

## Premiação
| Campeonato Argentino de Futebol de 1924 (AAF) |
| --------------------------------------------- |
| Boca Juniors Campeão (4° título)              |

## Goleador
| Jogador   | Jogador           | Gols | Equipe       |
| --------- | ----------------- | ---- | ------------ |
| Argentina | Domingo Tarasconi | 16   | Boca Juniors |

## Bibliografía
- Estévez, Diego (2010). 38 Campeones del fútbol argentino 1891-2010. [S.l.]: Ediciones Continente. ISBN 978-950-754-301-2